# Gmina Smętowo Graniczne
Die Gmina Smętowo Graniczne ist eine Landgemeinde im Powiat Starogardzki der Woiwodschaft Pommern in Polen. Ihr Sitz ist das gleichnamige Dorf (deutsch Schmentau) mit 3000 Einwohnern (2006).

## Verkehr
Der Bahnhof Smętowo in Smętowo Graniczne liegt an der Bahnstrecke Chorzów–Tczew und war Beginn der ehemaligen Bahnstrecken nach Kwidzyn und Skórcz.

## Gliederung
Zur Landgemeinde (gmina wiejska) Smętowo Graniczne gehören zwölf Orte (deutsche Namen, amtlich bis 1945)  mit einem Schulzenamt (sołectwo):
- Bobrowiec (Lichtenthal)
- Frąca (Fronza)
- Kamionka (Adlig Kamionken)
- Kopytkowo (Kopitkowo)
- Kościelna Jania (Kirchenjahn)
- Lalkowy (Lalkau)
- Leśna Jania (Lesnian)
- Luchowo
- Rynkówka (Rinkowken)
- Smętówko (Smentowken)
- Smętowo Graniczne (Schmentau)
- Stara Jania (Altjahn)

Weitere Ortschaften der Gemeinde ohne Schulzenamt sind:
- Czerwińsk
- Grabowiec
- Kornatka
- Kulmaga
- Rudawki (Rudolfshof)
- Słuchacz
- Smarzewo (Kriesfelde)
- Stary Bobrowiec

## Persönlichkeiten
- Adolf Westphal von Bergener (1785–1864), preußischer Generalleutnant, geboren in Schmentau
- Alfred von Conrad (1852–1914), Verwaltungsjurist und Politiker, geboren auf Gut Fronza
- Georg von Kries (1863–1922), preußischer Oberförster und Politiker, geboren auf Gut Smarzewo
- Wolfgang von Kries (1868–1945), Beamter, Vizepräsident des Preußischen Landtags, geboren auf Gut Smarzewo
- Annemarie von Auerswald (1876–1945), Schriftstellerin und Museumsleiterin, geboren in Rinkowken
- Kurt Feldt (1887–1970), Offizier, General der Kavallerie im Zweiten Weltkrieg, geboren in Schmentau
- Hans-Jürgen Goertz (* 1937), mennonitischer Theologe und Historiker, geboren in Fronza
- Aniela Przywuska (1937–2022), polnische Historikerin und Archivarin, geboren in Stara Jania.